# Académie royale des beaux-arts de Bruxelles
Pour les articles homonymes, voir Académie des beaux-arts.
L'Académie royale des Beaux-Arts de Bruxelles (ArBA-EsA) est une école supérieure d'art fondée en 1711 en Bruxelles, enseignant les arts plastiques et, jusqu'en 1980, l'architecture.

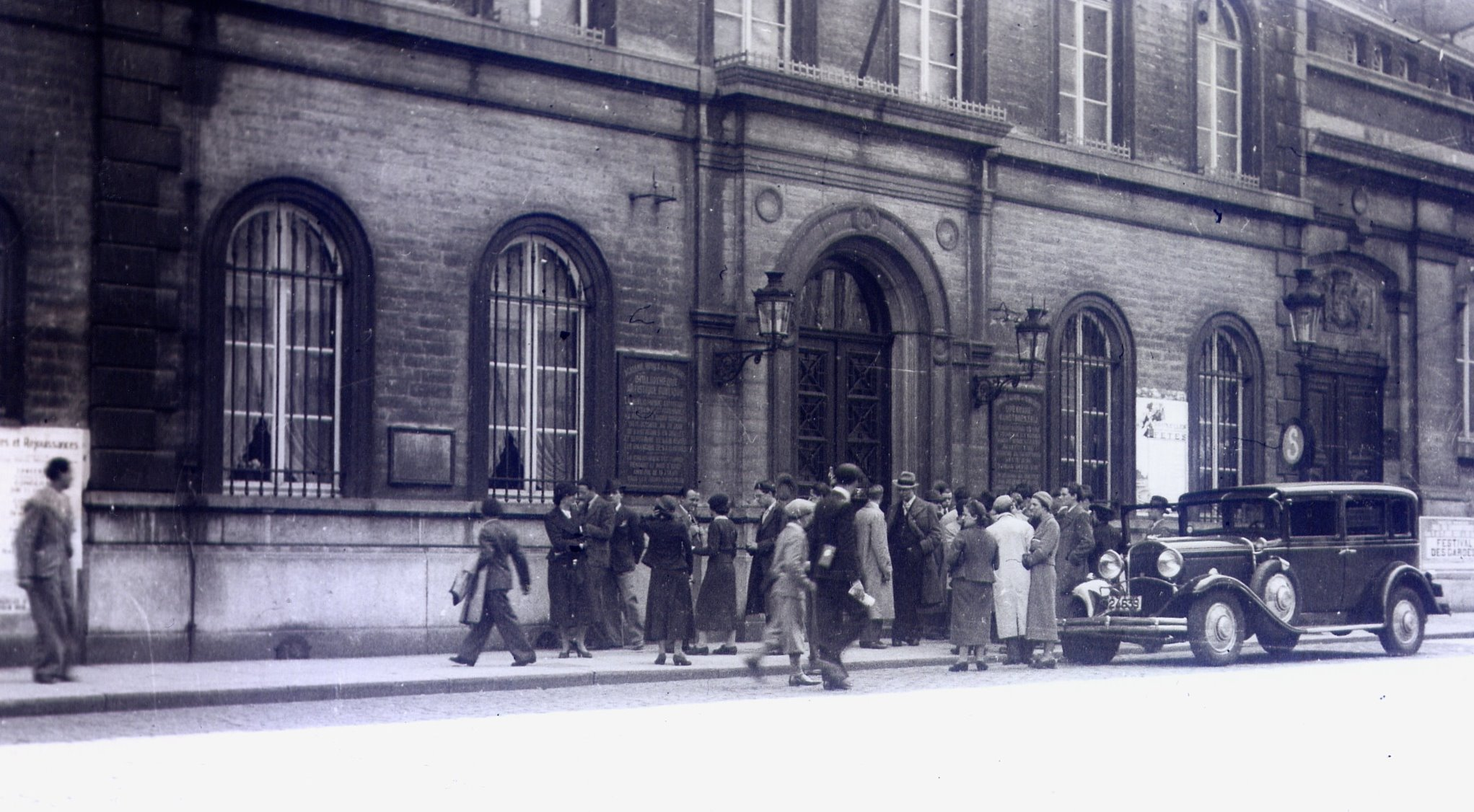
L'Académie royale des Beaux-Arts de Bruxelles, rue du Midi, le 13 juin 1935. Devant l'académie se trouve un groupe d'étudiants français. La voiture parquée est celle de l'élève Robert Schuiten (Photo de Léon van Dievoet).

## Histoire

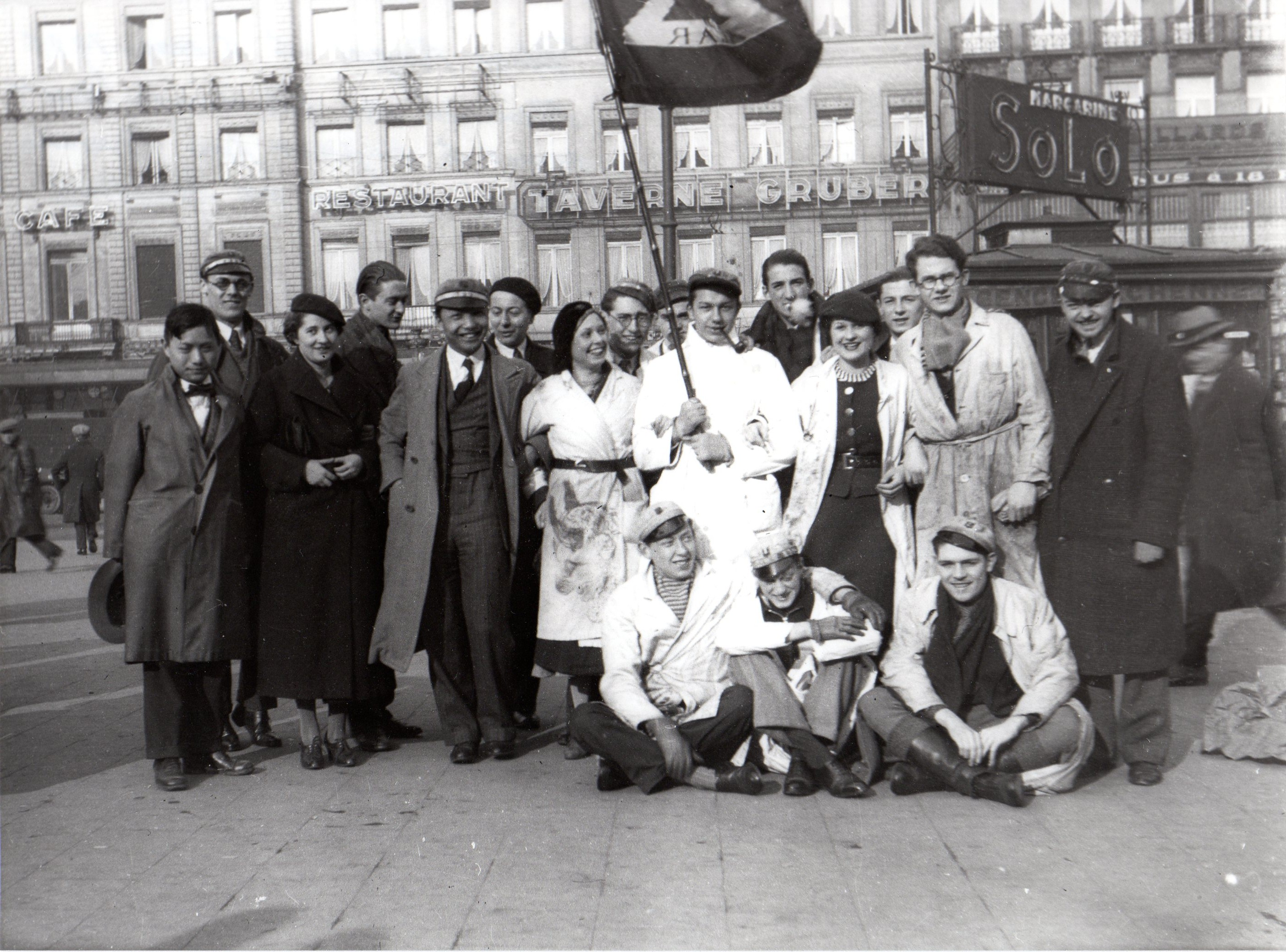
Un groupe d'étudiants en architecture de l'Académie royale des beaux-arts de Bruxelles place Rogier à Bruxelles avant le départ pour le carnaval de Binche le 5 mars 1935. Le porte drapeau est Victor Martiny (Photo de Léon van Dievoet).

L'Académie royale des Beaux-Arts de Bruxelles trouve son origine dans l'histoire communale de la ville de Bruxelles. En 1711, l'usage d'une chambre de l'hôtel de ville est accordée aux doyens des peintres, des sculpteurs, des tapissiers et autres amateurs « pour y exercer l'art du dessin ». Cette académie se structure réellement en 1768 à l'issue d'une grande souscription.
L'Académie des Beaux-Arts de Bruxelles devient « Académie royale des Beaux-Arts » sous la direction de François-Joseph Navez, en 1835, qui ouvre par ailleurs une classe de peinture et donne une impulsion à la classe de sculpture.
Sous l'impulsion de Charles Buls, le Conseil académique, en sa séance de janvier 1889, autorise les jeunes filles à fréquenter les cours.
C'est une école, un lieu de création, de débat et parfois de confrontation entre les différentes sensibilités artistiques. Elle a formé, ou pour le moins accueilli, de nombreux artistes. En 1876, l'institution déménage pour un ancien couvent et orphelinat de la rue du Midi qui est réhabilité avec ingéniosité par l'architecte Pierre Victor Jamaer. Il dut pour ce faire intégrer plusieurs bâtiments, dont d'autres nouvelles constructions, sous une façade de style éclectique.

## L'école d'architecture

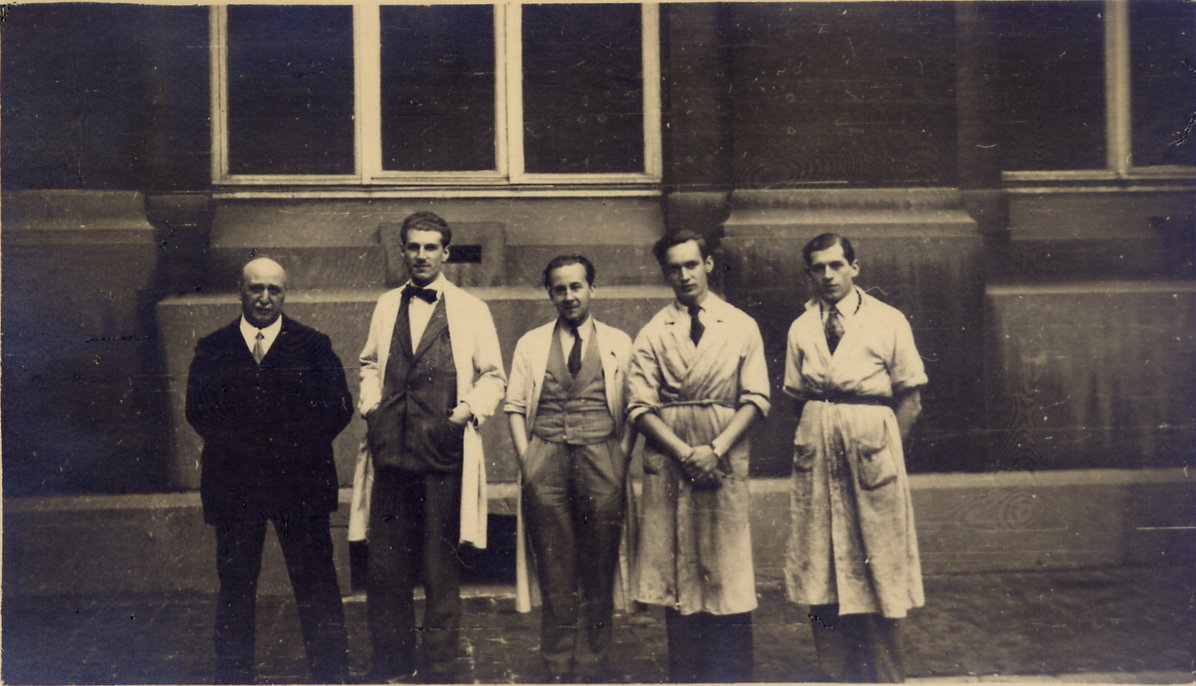
Un professeur d'architecture à l'Académie royale des beaux-arts de Bruxelles, Joseph Van Neck (à gauche) accompagné, de gauche à droite, de ses étudiants : Léon van Dievoet, Axel Lemesre, Jacques Devos, Jacques Donnay (juin 1935).

Jusqu'en 1980, année de la création des Instituts supérieurs d'architecture, l'Académie a formé de nombreuses générations d'architectes qui ont marqué l'histoire de l'architecture en Belgique.
L'École d'architecture de l'Académie a ensuite fusionné avec celles de l'Académie royale des Beaux-Arts de Liège et de Mons (Institut supérieur d'architecture de la ville de Mons) pour former l'lntercommunale d'enseignement supérieur d'architecture, une intercommunale entre les villes de Bruxelles, Liège et Mons chargée de l'enseignement supérieur d'architecture dans ces trois villes. La section bruxelloise prend le nom de Victor Horta pour devenir l'Institut supérieur d'architecture intercommunal (ISAI Victor Horta). Ce dernier conserve d'emblée ses locaux au sein de l'académie des Beaux-Arts.
Côtoyant alors les peintres et les sculpteurs au sein de l'institution, les architectes formés à l'Académie n'étaient pas de simples techniciens de l'art de bâtir mais des créateurs de styles qui marquent toujours le paysage urbain.
L'ISAI Victor Horta déménage en 1984 dans des bâtiments préfabriqués du campus de la Plaine, sur la partie de l'Université libre de Bruxelles et sur une parcelle inutilisée par celle-ci.
En 2009, l'ISAI Victor Horta est dissocié des départements liégeois (ISAI Lambert Lombard) et montois (ISA Mons) qui intègrent respectivement l'université de Liège et la nouvelle université de Mons. L'ISAI Horta fusionne alors avec l'Institut supérieur d'architecture de la Communauté française La Cambre (ISACF) pour fonder la Faculté d'architecture de l'Université libre de Bruxelles.

## Enseignements
Les cursus (en cinq ans) sont séparés en trois grandes parties :
- Design : Architecture d’intérieur, Design textile, Design urbain ;
- Art : Dessin, Espace urbain - ISAC, Gravure, Lithographie, Peinture, Photographie, Sculpture, Sérigraphie, Tapisserie (arts textiles) ;
- Média : Art dans l’espace public, Communication visuelle, Illustration.

L'ArBA-EsA propose aussi des masters spécifiques (non précédés d'un premier cycle) :
- Master en partenariat européen à finalité approfondie ;
- Master en Pratiques de l’Exposition (CARE) ;
- Master en Pratiques Éditoriales (MULTI).

Ainsi que trois executive masters :
- Executive Master Food Design ;
- Executive Master in Knitting Design/Maille ;
- Executive Master Interior Design Management.

Le deuxième cycle de master est organisé selon trois finalités: la finalité spécialisée (dans la lignée du cursus initial), approfondie (préparant au doctorat) ou didactique (visant l'enseignement). L’Académie organise également une agrégation de l'enseignement supérieur.

## Direction
- François-Joseph Navez (1787-1869), directeur de 1835 à 1862.
- Louis Gallait (1810-1887)
- Alexandre Robert de 1888 à ?
- Charles Van der Stappen (1843-1910), directeur de 1898 à 1901 et de 1907 à 1910
- Isidore Verheyden (début ? - 1905 - année de sa mort[8])
- Jacques de Lalaing (1858-1917), directeur de 1905 à 1913.
- Victor Horta (1861-1947) entre 1913-4, 1922-5, 1927-8, et entre 1930-1[9]
- Herman Richir (1966-1942) entre 1914-9 et entre 1925-7[9]
- Victor Rousseau (1965-1954) entre 1919-22 et entre 1931-5[9]
- Alfred Bastien (1873-1955) entre 1928-9, 1929-30 et entre 1935-8[9]
- Jules Lagae (1862-1931) entre 1930-1931[9]
- Pierre-Joseph Van Neck (1880-1959, architecte) entre 1938-41 et entre 1944-48[9]
- Jacques Marin (1877-1950, sculpteur) de 1941 à 1944[9]
- Léon Devos (1897-1974) de 1948 à 1951 et de 1955 à 1958[9]
- Henry Lacoste (1885-1968) de 1954 à 1955[9]
- Augustin Bernard (1900 - ?) de 1958 à 1967[9]
- Richard Vandendael (1916-1987) de 1967 à 1977[9]
- Claude Lyr (d) (1916-1995)[10] de 1978 à 1981[9]
- Fernand Vanhemelryck (nl) (1928 - ?) de 1981[9] à 1991
- Dany Vienne (1944- mort en fonction en 1998)
- Philippe Ermans, directeur de 1998 à 2003.
- Michel Baudson, directeur de 2003 à 2008.
- Marc Partouche, directeur de 2008 à 2014, puis directeur de l'École nationale des arts décoratifs - ENSAD Paris)
- Daphné de Hemptinne, directrice depuis 2014.
- Dirk Dehouck, directeur suppléant en 2022.

## Enseignants célèbres
(liste non exhaustive)

### Architecture
- Jean-Alexandre Werry
- Tilman-François Suys
- Victor Horta
- Henri van Dievoet
- Joseph Van Neck

### Architecture d'intérieur
- Alain Sieuw (en)

### Art dans l’espace public
- Monica Droste (nl) (1958-1998)
- Guy Massaux

### Communication visuelle
- Michaël Baltus
- Pascale Brouillard

### Design textile
- France Marichal
- Amandine Fabry

### Dessin
- Antoine Brice (1752-1817). Il donnait un cours d'antique et de principes du dessin.
- Ignace Brice (1795-1866) qui succéda à son père ci-dessus.
- Aimé Stevens (1879-1951)
- Constant Montald, actif en 1921
- Dany Vienne (1944-1998)
- Henri Van Haelen, de 1921 à 1944 (année de sa mort)[11]
- Lucien Massaert (1952)
- Guy Massaux
- Amélie de Beauffort (1967)

### Espace urbain
- Anne Desprechin

### Gravure
- Claude Lyr (1916-1995).
- Igor Swingedau (1939-2008).
- Francis Brichet (1946-2003). Professeur de 1978 à 2003.
- Georges Meurant (1948-2023). Assistant-éducateur de 1969 à 1972, professeur de 1976 à 1982.
- Anne Kellens (1954). Assistante-éducatrice de 1979 à 1983.
- Roger Dewint
- Xavier Michel
- Thomas Amerlynck

### Illustration
- Anne Quévy
- Anne Simon
- Bruno Goosse

### Lithographie
- Georges Meurant (1948). Professeur de 1976 à 1982.
- Josée Leybaert
- Cyril Bihain

### Peinture
- Charles Pierre Verhulst (professeur de 1815 à 1820)[12]
- Jean De Landtsheer (de 1815 à 1828)[13]
- Jean Baptiste De Landtsheer (de 1828 à 1863), succède à son père[13],[14]
- Emile Van Damme-Sylva (professeur de 1897 à 1925)[15]
- Jean Delville (1867-1953)
- Alfred Bastien (professeur de 1927 à 1945)
- Frans Smeers (professeur de 1933 à 1946)
- Charles Szymkowicz (1948)
- Daniel Pelletti (professeur de 1985 à 1996)
- Stephan Balleux (professeur depuis 2014)
- Léon Devos
- Omer Van de Weyer[réf. nécessaire]

### Peinture monumentale
- Anto Carte (en 1932)
- Franz Mabille
- Jean Ransy

### Sculpture
- Gustave Fontaine
- Charles Van der Stappen (1843-1910)
- Paul Du Bois, (1859-1938) actif de 1921 à 1929
- Fernand Debonnaires (1907-1997)
- Martin Guyaux - (né en 1946), professeur à partir de 1973
- Jean François Diord (né en 1955), professeur de 2005 à 2020
- Lucie Lanzini

### Photographie
- Monique Alluin
- Pierre-Yves Brest

### Sérigraphie
- Philippe Maes
- Delphine Deguislage

### Tapisserie (arts textiles)
- Marce Truyens, de 1978 à 2001[16]
- Yole Devaux

## Étudiants célèbres

### Auteurs, illustrateurs, bande dessinée
- Gabrielle Vincent (pseudonyme depuis 1981 de Monique Martin) (1928-2000), écrivaine jeunesse et illustratrice belge[17].
- Anne Herbauts (née en 1975) peintre, illustratrice et auteure de littérature jeunesse belge[18].
- Delphine Jacquot (née en 1982) auteure et illustratrice.
- Cuistax, collectif d'auteurs illustrateurs.
- Marianne Duvivier (née en 1958), dessinatrice et scénariste de bande dessinée.

### Architectes
- Joseph Poelaert (1817-1879), architecte.
- Jean-Frédéric Van der Rit (1823-1882), architecte.
- Auguste Schoy (1838-1885), architecte.
- Henri Van Massenhove (1860-1934), architecte.
- Victor Horta (1861-1947), architecte belge.
- Henri van Dievoet (1869-1931), architecte belge.
- Antoine Pompe (1873-1980), architecte belge.
- Philippe Baucq (1880-1915), architecte et résistant belge.
- Henry Lacoste (1885-1968), architecte belge (directeur de l'Académie de 1954 à 1957).
- Marcel Spittael (1899-1981), architecte belge.
- Léon van Dievoet (1907-1993), architecte belge
- Maxime Brunfaut (1909-2003), architecte belge.
- Robert Schuiten (1912-1997), architecte et peintre belge.
- Albert Mangonès (1917-2002), architecte haïtien.
- Claude Strebelle (1917-2010), architecte belge.

### Peintres, graveurs, dessinateurs, sculpteurs, décorateurs
- Antoine Brice (1752-1817) peintre bruxellois.
- Ignace Brice (1795-1866) peintre belge.
- Constantin Meunier (1831-1905), sculpteur et peintre belge.
- Alfred Verwée (1838-1895), peintre belge
- Adriaan Joseph Heymans (1839-1921), artiste peintre, aquarelliste belge.
- Frans Van Leemputten (1850-1914), artiste peintre, enseignant
- Amédée Lynen (1852-1938), artiste peintre et illustrateur.
- Vincent van Gogh, [3 mois], (1853-1890], peintre et dessinateur néerlandais.
- Édouard Duyck (1856-1897), artiste peintre et affichiste.
- Fernand Khnopff (1858-1921), peintre symboliste
- Paul Du Bois (1859-1938), sculpteur belge.
- James Ensor (1860-1949), artiste peintre belge.
- Victor Rousseau (1865-1954), sculpteur belge.
- Herman Richir (1866-1942), artiste peintre et professeur de peinture.
- Jules Postel (1867-1955), peintre luministe montois.
- Marie Antoinette Marcotte (1869-1929), artiste peintre ayant vécu en Belgique.
- Alfred Bastien (1873-1955), peintre bruxellois
- Gabriel van Dievoet (1875-1934), artiste peintre et décorateur art-nouveau belge.
- Louise Brohée (1875-1939), peintre belge.
- Jules Lentrein (1875-1943), peintre, aquarelliste et lithographe belge.
- Jean Vanden Eeckhoudt (1875-1946), peintre belge.
- Gustave Fontaine (1877-1952), sculpteur belge.
- Louis Van den Eynde (1881-1966), peintre et graveur belge.
- Rik Wouters (1882-1916) peintre et sculpteur belge.
- Marguerite De Backer, (1882-1968), peintre, aquarelliste, graveuse belge.
- Henri Quittelier (1884-1980), peintre, dessinateur et graveur belge.
- Joseph-Gérard Van Goolen (1885-1944), sculpteur belge
- Émile-Henry Tilmans (1888-1960), peintre, dessinateur, graveur, illustrateur et modeleur belge.
- Maurice De Korte (1889-1971), sculpteur belge.
- Robert Mermet (1896-1988), sculpteur français.
- Victor Servranckx (1897-1965), peintre belge.
- Géo De Vlamynck (1897-198), peintre, fresquiste, ensemblier-décorateur belge.
- Paul Delvaux, (1897-1994), peintre post-impressionniste, expressionniste puis surréaliste belge.
- René Magritte (1898-1967), peintre surréaliste belge.
- Gérard Laenen (1899-1980), peintre et sculpteur belge.
- Eliane de Meuse (1899-1993), peintre belge, Prix Godecharle 1921.
- René Cliquet (1899-1977), sculpteur belge.
- Josine Souweine (1899-1983), sculptrice belge, Prix de Rome belge 1923
- Max Van Dyck (1902-1992), directeur de l'Académie d'Anderlecht, Prix de Rome belge 1920
- Robert Perniaux (1906-1973), peintre, céramiste et illustrateur belge.
- Zhang Chongren ou Tchang Tchong-jen (1907-1998), sculpteur, peintre et directeur de l'Académie des Beaux Arts de Shanghai.
- Lismonde (1908-2001), peintre, dessinateur.
- René van Dievoet (1908-1978), sculpteur.
- Elisabeth Prins (1910-1991), décoratrice belge.
- Véronique Sabban (1967), artiste plasticienne, née à Nice.
- Nicolas de Staël (1914-1955).
- Françoise Taylor (1920-2007), artiste belge.
- Micheline Quintin (1921-2018), artiste belge.
- Tony Van Goolen (1924-1985), artiste peintre belge.
- Jean Coignon, (né en 1927), auteur belge de dessins animés.
- Mary Habsch (1931), peintre et graveur belge.
- Hilde Van Sumere (1932-2013), sculptrice belge.
- Xi Mu Rong (1943- ), artiste chinoise.
- Sophie Cauvin (née en 1968), peintre et sculpteur belge.
- Almaga (1946).
- Marika Száraz (1947- ), licière.
- François Peltier (né en 1955) peintre français.
- Benoît Rafray (né en 1967); peintre français.